# 庄內通車站
庄內通站（日语：／ Shōnaidōri eki */?）是位於愛知縣名古屋市西區庄內通三丁目，名古屋市營地下鐵鶴舞線之車站。車站編號為T03。

## 車站結構
為擁有1面2線島式月台之地下車站。

### 月台配置
| 月台 | 路線   | 目的地                 |
| ---- | ------ | ---------------------- |
| 1    | 鶴舞線 | 伏見、赤池、豐田市方向 |
| 2    | 鶴舞線 | 上小田井、犬山方向     |

## 相鄰車站
名古屋市營地下鐵
 鶴舞線
庄內綠地公園（T02）－庄內通（T03）－淨心（T04）

## 外部連結
- 庄內通 - 名古屋市交通局